# 曹惠婷
曹惠婷（？—），英文名：。香港女企业家、风险投资家，亦任多所美国、香港大学董事。

## 生平
祖籍浙江宁波鄞县，生于香港，香港纺织业巨头曹光彪孙女。香港、日本实业家曹其镛之女。嫁美国投资家韓福南（Paul Heffner）而冠夫姓，有一子二女。1972年入读瑪利諾修院學校(Maryknoll Convent School)。1982年赴美国留学。毕业于美国乔特罗斯玛丽中学。1985年考入布朗大学修读国际关系，1989年获得文学士学位。1989年赴纽约从事金融业，任至于投行高盛。1991年转行入时装业，入汤米·席尔菲格(Tommy Hilfiger)，直至部门主管。1994年从汤米·席尔菲格时装设计行高管职位上自主辞职，入斯坦福大学研读工商管理硕士。
现任香港永新投资有限公司总经理，诺维投资公司(Novel Investments Limited)总经理，亦是跨国毛纺企业龍達集團(Novetex Textiles Limited)的副主席、主席。是玛丽诺修院学校校务委员，香港大学科技委员会成员、香港科技大学顾问委员会成员，美国布朗大学校友委员会成员和亚洲区主席，康涅狄格州乔特罗斯玛丽中学香港校友会代表，斯坦福商学研究生院校友会成员、斯坦福大学香港俱乐部财务官。亦任浙江大学香港教育基金会顾问，「團結香港基金會」顾问，浙江省政协委员，百贤亚洲研究院行政总裁。